# Heiner Stadler
Heiner Stadler (né en 1948 à Pilsting en Bavière) est un réalisateur et un directeur de la photographie allemand.

## Comme réalisateur
- 1985 : King Kongs Faust
- 1992 : Das Ende einer Reise
- 1994 : Hannibal
- 1996 : Kriegsbilder
- 2002 : Essen, schlafen, keine Frauen
- 2007 : Der Prospektor

## Comme directeur de la photographie
- 1982 : Neonstadt
- 1982 : Es ging Tag und Nacht, liebes Kind (TV)
- 1985 : Harald Reinl - Kino ohne Probleme (TV)
- 1985 : King Kongs Faust
- 1990 : Republikaner
- 1999 : Experimentum Mundi
- 2002 : Essen, schlafen, keine Frauen
- 2007 : Der Prospektor